# العاد
العاد (به لاتین: El'ad) نام شهری در اسرائیل است که در استان مرکز واقع شده‌است. در سال ۲۰۱۶ جمعیت این شهر ۴۵٬۸۵۴ نفر بود.